# 費爾菲爾德鎮區 (北達科他州大福克斯縣)
費爾菲爾德鎮區（英語：Fairfield Township）是位於美國北達科他州大福克斯縣的一個鎮區。

## 地方資料
費爾菲爾德鎮區的面積為92.03平方千米，當中陸地面積為91.96平方千米，而水域面積為0.07平方千米。根據2020年美國人口普查的數據，當地共有人口129人，而人口密度為每平方千米1.4人。